# Louis Huysmans
Jean Louis Arnold Hubert Huysmans (* 15. November 1844 in Hasselt, Provinz Limburg, Belgien; † 9. September 1915 in Sainte-Adresse, Département Seine-Maritime, Frankreich) war ein belgischer liberaler Politiker.

## Biografie
Nach dem Schulbesuch studierte er Rechtswissenschaft und war nach der Promotion zum Doktor der Rechtswissenschaften als Rechtsanwalt tätig.
Seine politische Laufbahn begann er als Mitglied des Rates der Provinz Brabant, ehe er zum Mitglied der Abgeordnetenkammer gewählt wurde. Während seiner Parlamentszugehörigkeit beschäftigte er sich vor allem mit der Politik im Kongo-Freistaat sowie der späteren Kolonie Belgisch-Kongo.
Für seine politischen Verdienste wurde er am 23. Februar 1912 mit dem Ehrentitel Staatsminister ausgezeichnet.
Louis Huysmans wurde vor allem wegen seiner Loyalität zur Monarchie sowie seinem Patriotismus bekannt. Nach dem Ausbruch des Ersten Weltkrieges ging er mit seinen Angehörigen ins Exil nach Frankreich und lebte im Badeort Sainte-Adresse, dem Sitz der belgischen Exilregierung.
Kurz vor seinem Tod hatte er seinem Sohn einen Briefumschlag übergeben, der nach seinem Tode geöffnet wurde und einen Abschiedsbrief an König Albert I. und das belgische Volk enthielt. Darin drückte er die Hoffnung aus, dass die von ihm als Barbaren bezeichneten deutschen Besatzer schnell aus Belgien vertrieben werden. Entsprechend seinem letzten Willen wurde er in Frankreich beigesetzt und sein Grab mit einem einfachen Kreuz mit der Aufschrift „Gestorben für das Vaterland“ geschmückt.